# Rudolf Halin
Rudolf Halin (né le 3 février 1934 à Uerdingen, mort le 7 novembre 2014 à Mölln) est un théoricien des graphes allemand, spécialiste des graphes infinis.

## Biographie
Halin est né le 3 février 1934 à Uerdingen, une commune de Krefeld Il obtient son doctorat à l'Université de Cologne en 1962 sous la direction de Klaus Wagner et Karl Dörge ;
En 1966 il obtient l'habilitation universitaire à Cologne et en 1971 il devient directeur de département et professeur à l'Université de Hambourg. En 1971/72 il était professeur invité à la Western Michigan University et en 1977 à l'université d'Aarhus.

## Recherche
En 1964, Halin définit les bouts de graphes infinis comme classes d'équivalence de  chemin infinis, deux chemins étant équivalents s'il existe un troisième qui contient un nombre infini de nœuds de chacun des deux. Il démontre en 1965 théorème de la grille de Halin (en), qui affirme que les graphes planaires avec des bouts épais (c'est-à-dire des bouts avec une infinité de chaînes deux-à-deux disjointes) sont exactement les graphes qui contiennent un réseau hexagonal.  Il a également étendu le théorème de Menger aux graphes infinis ; il a travaillé en 1976 sur la largeur arborescente et la décomposition arborescente,. Ce concept a déjà été introduit en 1972, sous un autre nom, par Umberto Bertelé et Francesco Brioschi eingeführt et à nouveau indépendamment par Neil Robertson et Paul Seymour en 1984 dans leur théorème de Robertson-Seymour.
La famille des graphes de Halin porte son nom, ; c'est une classe de graphes planaires construits à partir d'arbres en ajoutant un cycle qui passe par les feuilles de l'arbre. Ces graphes généralisent les graphes cubiques, et Halin est le premier à avoir étudié cette classe dans toute sa généralité. Leur intérêt réside notamment dans le fait que de nombreux problèmes ont une solution algorithmique simple dans ce cas, alors qu'ils sont difficiles pour les graphes planaire généraux.

## Hommages
En février 1994 a eu lieu un colloque à l'université de Hambourg en son honneur à l'occasion de ses soixante ans. En 2017, un numéro spécial des Abhandlungen aus dem Mathematischen Seminar der Universität Hamburg est paru en sa mémoire.

## Publications (sélection)

### Articles
- Rudolf Halin, « Über unendliche Wege in Graphen », Mathematische Annalen, vol. 157, no 2,‎ 1964, p. 125–137 (DOI 10.1007/bf01362670, MR 0170340, hdl 10338.dmlcz/102294 ).
- Rudolf Halin, « Über die Maximalzahl fremder unendlicher Wege in Graphen », Mathematische Nachrichten, vol. 30,‎ 1965, p. 63–85 (DOI 10.1002/mana.19650300106, MR 0190031).
- Rudolf Halin, « Studies on minimally n-connected graphs », Combinatorial Mathematics and its Applications (Proc. Conf., Oxford, 1969), London, Academic Press,‎ 1971, p. 129–136 (MR 0278980).
- Rudolf Halin, « A note on Menger's theorem for infinite locally finite graphs », Abhandlungen aus dem Mathematischen Seminar der Universität Hamburg, vol. 40,‎ 1974, p. 111–114 (DOI 10.1007/BF02993589, MR 0335355).
- Rudolf Halin, « S-functions for graphs », Journal of Geometry, vol. 8,‎ 1976, p. 171–186 (DOI 10.1007/BF01917434, MR 0444522).

### Ouvrage
- Graphentheorie, vol. I et II, Wissenschaftliche Buchgesellschaft, 1980 et 1981, 321 p. (ISBN 978-3-534-06767-1, 3-534-10140-5 et 3-534-06767-3). — Comptes-rendus par W. Dörfler (lien Math Reviews et lien Math Reviews)